# Liste der italienischen Gesandten in Bayern
Dies ist eine Liste der Leiter der italienischen Auslandsvertretung in München
Die Gesandten residierten im Hotel Vier Jahreszeiten, Maximilianstraße 4 und im Hotel Bayerischer Hof. Die Kanzlei der italienischen Gesandtschaft befand sich in der Königinstraße 23.

## Gesandte italienischer Staaten vor 1861

### Königreich Sardinien

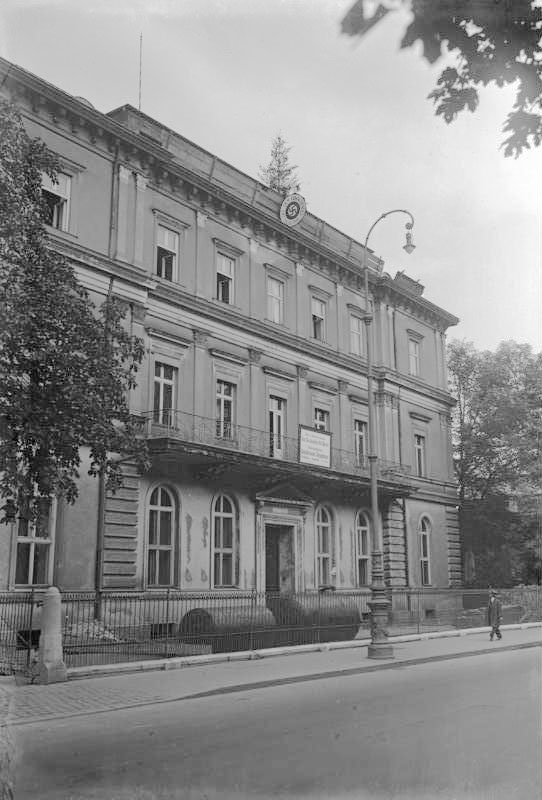
Das Lotzbeck-Palais (erb. 1828) in der Münchner Brienner Straße 45, 1838–1866 Gebäude der Gesandtschaft Sardiniens

1816: Aufnahme diplomatischer Beziehungen zwischen dem Königreich Sardinien und Bayer
- 1816–1823: Filippo di Sartirana di Brena
- 1823–1829: Luigi di Simonetti
- 1829–1832: Filiberto Avogadro di Collobiano (1797–1868)
- 1832–1835: Vittorio Balbo Bertone di Sambuy (1793–1846)
- 1835–1838: Hermolas Asinari de St. Marsan (1800–1864)
- 1838–1850: Fabio Pallavicini (1795–1872), auch akkreditiert als Gesandter beim Deutschen Bund
- 1850–1851: Manfredo Balbo Bertone di Sambuy (1806–1874)
- 1851–1854: Adriano Thaon di Revel (1813–1854)
- 1854–1856: vakant
- 1856–1860: Giovanni Cantono di Ceva (1824–1911), auch akkreditiert als Gesandter in Wien
- 1860–1861: Rodrigo di Ciriè

Ab 1861: Gesandter des Königreichs Italien (siehe oben)

### Königreich beider Sizilien
1818: Aufnahme diplomatischer Beziehungen zwischen dem Königreich beider Sizilien und Bayern
- 1818–1820: Longo Domenico Severino di Gagliati (1787–1860)
- 1820–1823: Resident in Berlin

1823–1852: Unterbrechung der Beziehungen
- 1852–1860: Wilhelm von Ludolf (1819–)
- 1860–1861: vakant

1861: Auflösung der Gesandtschaft am 17. März infolge Ausrufung des Königreichs Italien

## Gesandte des Königreichs Italien
| Ernennung/Akkreditierung | Name                         | Bemerkungen | ernannt von                          | akkreditiert während der Regierung von | Posten verlassen |
| ------------------------ | ---------------------------- | --- | ------------------------------------ | -------------------------------------- | ---------------- |
| 1861                     | Luigi di Grifeo              | (* 8. Oktober 1801; † 18. August 1860 in Madrid), 1827–1849 neapolitanischer Gesandter in Florenz, Modena, Parma und Lucca, 1849–1850 Gesandter in Turin, 1851–1857: Gesandter in Berlin, 1858–1860: Gesandter in Madrid                                                  | Camillo Benso von Cavour             | Maximilian II. Joseph                  | 1862             |
| 1862                     | Luigi Cito de Torrecuso      | (* 1820; † 1890), trat am 14. März 1836 in den auswärtigen Dienst, 1845: Geschäftsträger des Königreichs beider Sicilien, Brienner Straße 3, ab 4. November 1848 Gesandtschaftssekretär in Sankt Petersburg, 3. Oktober 1854, Gesandter in Paris, Gesandter in Stuttgart. | Bettino Ricasoli                     | Maximilian II. Joseph                  | 1866             |
| 22. Dez. 1865            | Filippo Oldoini Rapali       | (* 15. Februar 1817 in La Spezia; † 1889), Sekretär der Gesandtschaft des Königreich Sardinien in London von 1851 bis 1853 Gesandtschaftssekretär in Sankt Petersburg, von 1867 bis 1887 Ministre plénipotentiaire in Lissabon, Vater von Virginia Oldoini                | Alfonso Ferrero La Marmora           | Ludwig II.                             |                  |
| 9. Feb. 1868             | Giovanni Antonio Migliorati  | | Urbano Rattazzi                      | Ludwig II.                             |                  |
| 12. Juni 1871            | Giuseppe Greppi              | | Agostino Depretis                    | Ludwig II.                             | 13. Mai 1875     |
| 18. Feb. 1876            | Luigi Rati-Oppizione         | Gesandter in Stuttgart | Agostino Depretis                    | Ludwig II.                             |                  |
| 28. Nov. 1880            | Alberto Blanc                | | Benedetto Cairoli                    | Ludwig II.                             |                  |
| 31. Aug. 1881            | Ulisse Raffaele              | | Agostino Depretis                    | Ludwig II.                             |                  |
| 9. Feb. 1888             | Enrico Cova                  | (* 25. November 1832 in Vercelli; † 1915) 1876: Ministre plénipotentiaire in Buenos Aires. | Francesco Crispi                     | Luitpold                               |                  |
| 14. Juni 1894            | Salvatore Tugini             | | Francesco Crispi                     | Luitpold                               |                  |
| 22. Apr. 1897            | Alberto de Foresta           | (* 1829; † 1906) | Antonio Starabba, Marchese di Rudinì | Luitpold                               |                  |
| 21. Feb. 1904            | Emanuele Berti               | | Giovanni Giolitti                    | Luitpold                               |                  |
| 24. Nov. 1907            | Alessandro Guasco di Bisio   | | Sidney Sonnino                       | Luitpold                               |                  |
| 7. Juli 1910             | Aldo Nobili della Scala      | | Luigi Luzzatti                       | Luitpold                               |                  |
| 27. Feb. 1913            | Pietro Tomasi della Torretta | | Giovanni Giolitti                    | Ludwig III.                            |                  |